# Alberth Elis
Alberth Josué Elis Martínez (* 12. Februar 1996 in San Pedro Sula) ist ein honduranischer Fußballspieler, der über 60 Nationalmannschaftseinsätze aufweist.

## Karriere

### Vereine

#### CD Olimpia
Nach Jugendjahren in der Jugendabteilung von Real España wechselte Elis 2013 zum honduranischen Erstligisten CD Olimpia. In knapp drei Jahren absolvierte Elis 62 Spiele und erzielte 25 Tore.

#### CF Monterrey
Am 26. August 2016 schloss sich Alberth Elis dem mexikanischen Erstligisten CF Monterrey an. Der Durchbruch gelang ihm allerdings nicht. So kam er lediglich auf fünf Einsätze ohne Torbeteiligung.

#### Houston Dynamo
Am 20. Dezember 2016 gab Houston Dynamo die Leih-Verpflichtung Elis bekannt. Der Leihvertrag lief über ein Jahr. Am Ende besaß Houston eine Kaufoption. Nach einer ersten Saison mit elf Toren in 27 Einsätzen entschied sich der Verein aus Texas am 13. Dezember 2017 dazu, die Vereinbarte Kaufoption zu ziehen.

#### Wechsel nach Europa
Nachdem der Honduraner über drei Jahre in den Vereinigten Staaten verbracht hatte, wechselte er im September 2020 zu Boavista Porto. Dort war er in seiner ersten Saison Stammspieler, schloss sich aber trotzdem auf Leihbasis Girondins Bordeaux an. Im Anschluss verpflichtete Bordeaux den Spieler fest. Nach einem weiteren halben Jahr im Verein wechselte er im Januar 2023 auf Leihbasis bis Saisonende zu Stade Brest.

### Nationalmannschaft
Elis repräsentierte sein Heimatland seit der U-17. Am 9. Oktober 2014 debütierte er bei der 0:2-Niederlage gegen Mexiko in der Herrenmannschaft Honduras.
Im Halbfinale der CONCACAF-Olympiaqualifikation 2015 erzielte Elis zwei Treffer gegen die USA, wodurch sein Team das Finale und letztlich die Olympischen Spiele 2016 erreichte. Gegen Kuba gelang Elis erneut ein Doppelpack im Nationalmannschaftstrikot.
Während der Olympischen Spiele schoss er die honduranische Mannschaft mit seinem Siegtreffer in der 27. Minute gegen Südkorea ins Halbfinale.

## Persönliches
Kurz nach Beginn des Spiels der Ligue 2 2023/24 zwischen Girondins Bordeaux und EA Guingamp am 24. Februar 2024 stieß Alberth Elis mit Gegenspieler Donatien Gomis zusammen. Elis wurde an der Schläfe getroffen. Der Stürmer musste minutenlang auf dem Platz mit Sichtschutz behandelt werden und wurde in ein Krankenhaus gebracht. Dort diagnostizierte man ein schweres Schädel-Hirn-Trauma und er wurde in der Nacht operiert. Elis wurde in ein „künstliches Koma“ versetzt. Am 28. Februar meldete die Familie von Elis, dass er erfolgreich wieder aus dem Koma erwacht und unter den Umständen entsprechend bei guter Gesundheit ist.

## Auszeichnungen
- Liga Nacional de Fútbol Profesional de Honduras (2): Clausura 2014, Clausura 2015
- „Best Young Player“ der CONCACAF Champions League: 2015/16